# Cmentarz wojenny nr 15 – Harklowa
Cmentarz wojenny nr 15 – Harklowa – cmentarz z I wojny światowej, zaprojektowany przez Johanna Jägera, położony na terenie wsi Harklowa w gminie Skołyszyn w powiecie jasielskim w województwie podkarpackim. Jeden z ponad 400 zachodniogalicyjskich cmentarzy wojennych zbudowanych przez Oddział Grobów Wojennych C. i K. Komendantury Wojskowej w Krakowie. Należy do II Okręgu Cmentarnego Jasło.

## Opis
Cmentarz znajduje się w południowej części wsi Harklowa na wzgórzu po lewej stronie drogi do Pagorzyny, na działce ewidencyjnej nr 1497.
Cmentarz ma kształt prostokąta ze skośnie ściętym zachodnim bokiem o powierzchni ogrodzonej około 745 m². Głównym akcentem architektonicznym obiektu jest wbudowany w tylny (wschodni) mur ogrodzenia wysoki kwadratowy postument z umieszczonym na nim na cokole z gładkich skalnych bloków kamienny krzyż maltański. Na licu krzyża relief przedstawiający prosty miecz i wyryte daty 1914 i 1916. Ogrodzenie w postaci słupów kamiennych połączonych metalowymi sztachetami z wejściem od strony zachodniej. Układ grobów nieregularny rzędowo-kwaterowy z nagrobkami w formie dużych ażurowych krzyży żeliwnych z okrągłymi tabliczkami oraz betonowych stel z żeliwnymi tablicami inskrypcyjnymi.
Na cmentarzu spoczywa 241 żołnierzy w 4 pojedynczych grobach i 14 mogiłach zbiorowych:
- 6 żołnierzy austro-węgierskich z 7 i 56 Pułku Piechoty
- 60 żołnierzy niemieckich z 268, 269, 270, 271 i 272 Pruskiego Rezerwowego Pułku Piechoty, 67 Rezerwowego Pułku Artylerii Polowej
- 175 żołnierzy rosyjskich

poległych w maju 1915. Na cmentarzu znajduje się mogiła austriackiego podoficera Piotra Stygara, pochodzącego z Harklowej, który został zastrzelony przez własnych żołnierzy za nieludzkie traktowanie. W jednym z narożników cmentarza pochowano żołnierza Wehrmachtu z II wojny światowej.
W latach 1993-95 wykonano konserwację ogrodzenia, natomiast w latach 2006-2007 przeprowadzono kompleksowy remont cmentarza.
Cmentarz jest obiektem Szlaku Frontu Wschodniego I Wojny Światowej na obszarze województwa podkarpackiego.

## Galeria

Widok ogólny
Krzyż maltański
Drogowskaz
Krzyż nagrobny
Widok z zachodu
Krzyż nagrobny
Duży krzyż rosyjski Ludwiga
Stela nagrobna
Ogrodzenie